# رابطة الجامعات لأبحاث علم الفلك

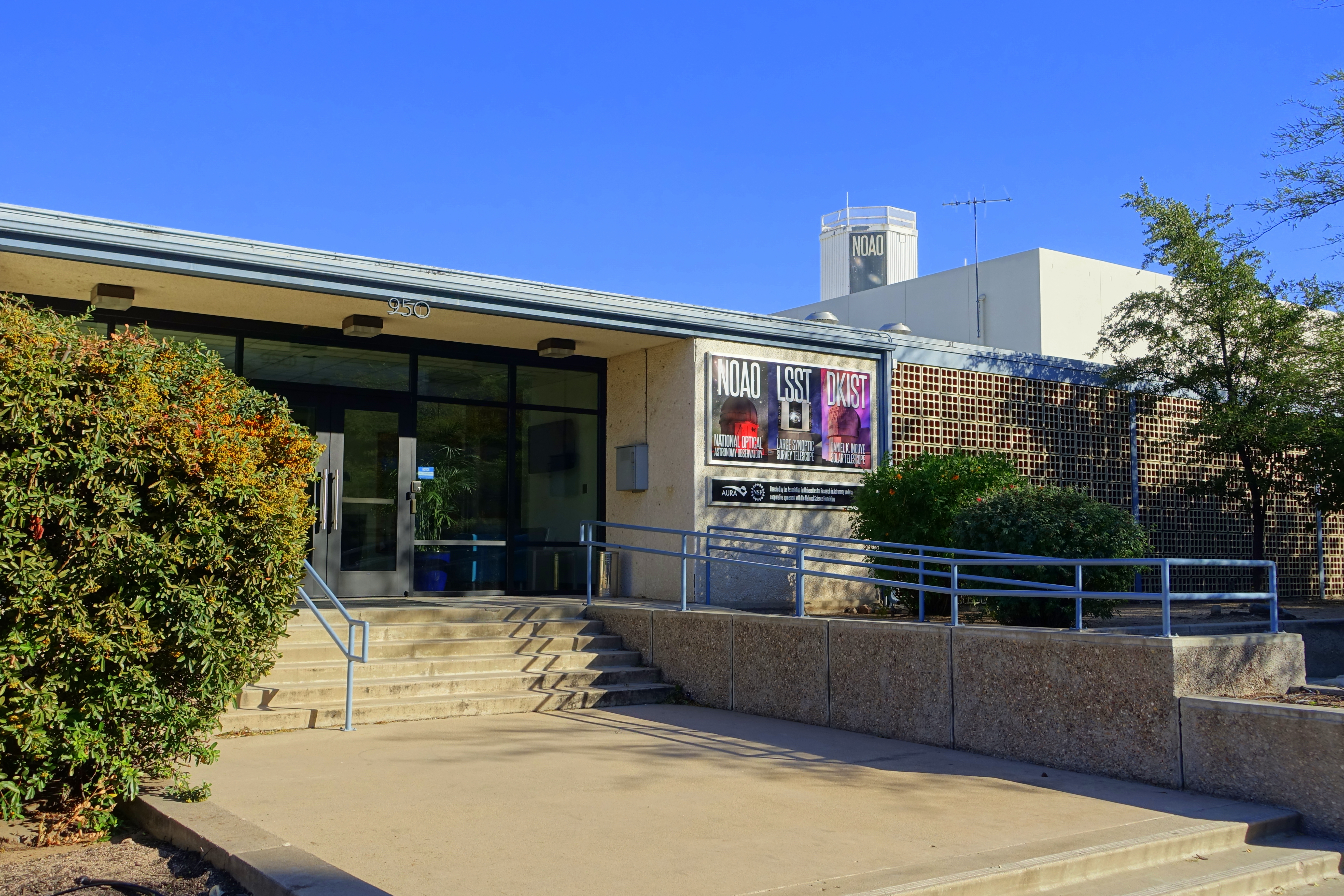

رابطة الجامعات لأبحاث علم الفلك (بالإنجليزية: Association of Universities for Research in Astronomy) (AURA) هي مجموعة من الجامعات والمؤسسات التي تقوم بدراسة ورصد الملاحظات الفلكيَّة وكذلك تهتم بالمراصد. تأسست هذه الرابطة في 10 أكتوبر من عام 1957 في الولايات المتحدة بتشجيع من مؤسسة العلوم الوطنية الأمريكية، في هذه الرابطة اتحدت مجموعات من سبع جامعات أمريكيَّة هي جامعة كاليفورنيا، جامعة هارفارد، جامعة ميشيغان، جامعة ولاية أوهايو، جامعة إنديانا، جامعة شيكاغو وجامعة ويسكونسن-ماديسون.